# Тум (приток Чепцы)
Тум — река, протекающая в Ярском районе Удмуртии, правый приток Чепцы. Устье реки находится в 237 км по правому берегу реки Чепца. Длина реки составляет 16 км, площадь бассейна — 95 км².
Река берёт начало на Верхнекамской возвышенности, среди тайги в 3 км к северо-востоку от деревни Тум. Течёт на юго-запад. Впадает в Чепцу напротив деревни Яр. В нижнем течении протекает через Тумское болото, где имеются большие залежи торфа.
Тум имеет несколько мелких притоков:
- справа: Юськоил
- слева: Чемошурка, Баяранка, Чапшур

На реке расположены деревни Тум и Казаково; через реку построены два моста — недалеко от деревень Казаково и Озёрки.

## Данные водного реестра
По данным государственного водного реестра России относится к Камскому бассейновому округу, водохозяйственный участок реки — Чепца от истока до устья, речной подбассейн реки Вятка. Речной бассейн реки — Кама.
Код объекта в государственном водном реестре — 10010300112111100033308.